# Charlotte Schneidewind-Hartnagel

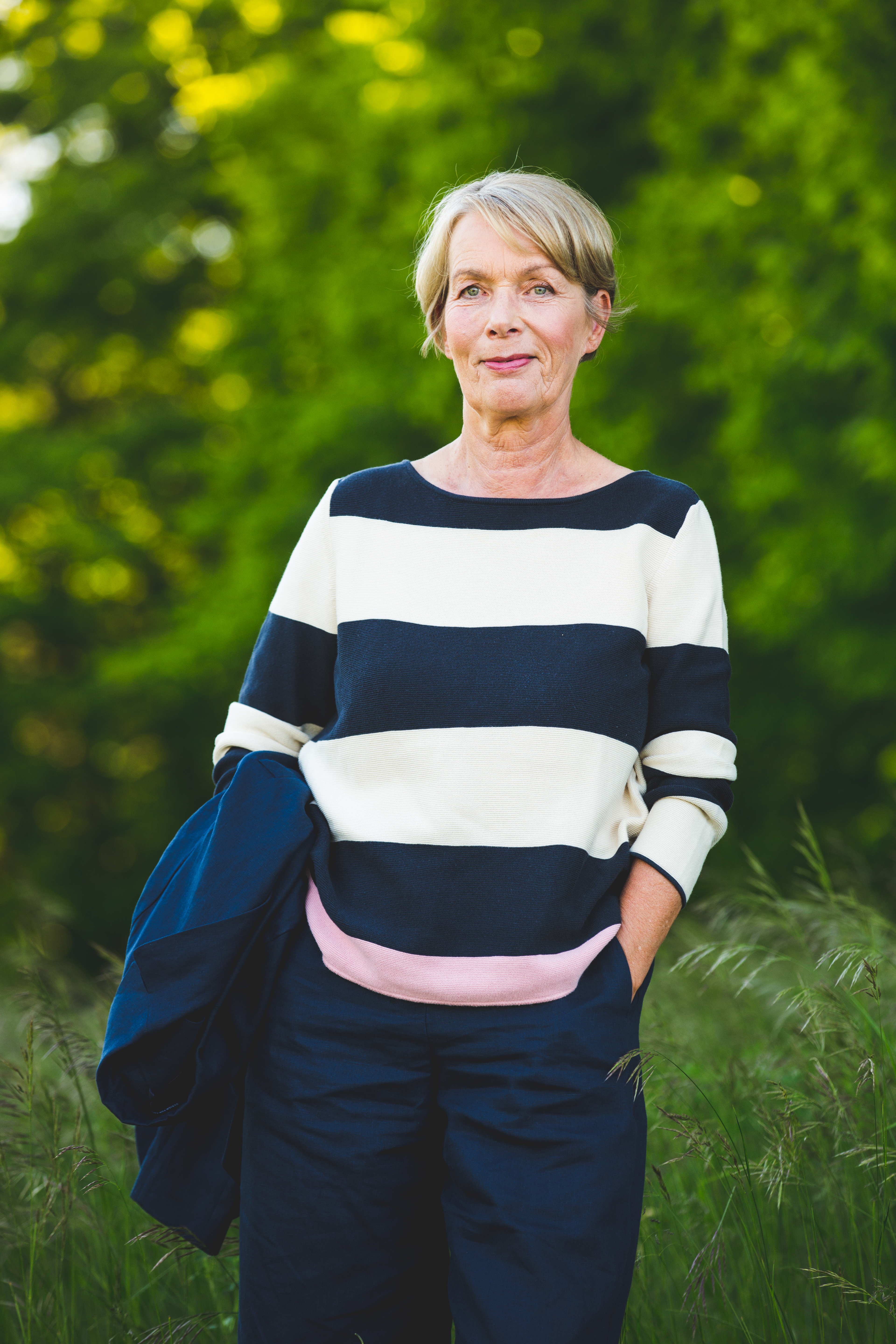
Charlotte Schneidewind-Hartnagel 2021

Charlotte Schneidewind-Hartnagel (* 2. September 1953 in Göttingen) ist eine deutsche Politikerin (Bündnis 90/Die Grünen) und Betriebswirtin. Sie war von 2019 bis 2021 Mitglied des Deutschen Bundestages und von 2011 bis 2016 Mitglied des Landtags von Baden-Württemberg.

## Leben, Ausbildung und Beruf
Nach dem Abitur 1973 am Alten Kurfürstlichen Gymnasium Bensheim nahm Schneidewind-Hartnagel ein Studium der Germanistik, Anglistik und Publizistik an der Georg-August-Universität Göttingen auf. 1978 nahm sie ein Lektoratsvolontariat im Berliner Agora-Verlag auf. Später arbeitete sie in Worpswede und Bensheim.
Von 1986 bis 1989 studierte sie Betriebswirtschaftslehre an der Fachhochschule Rheinland-Pfalz in Worms (Abschluss: Diplom-Betriebswirtin). Danach war sie bei der Pressestelle des Bundesverbandes des Deutschen Güterfernverkehrs in Frankfurt am Main, als Pressereferentin der Frauenbeauftragten in Bensheim und als freie Journalistin tätig.
Schneidewind-Hartnagel wohnt seit 1997 mit ihrem Mann und der 1991 geborenen Tochter in Eberbach.

## Politik
Charlotte Schneidewind-Hartnagel ist seit 1998 bei den Grünen aktiv, unter anderem im Parteirat der Grünen in Baden-Württemberg und in der Programmkommission.
Bei der Bundestagswahl 2009 erreichte sie als Direktkandidatin im Wahlkreis Rhein-Neckar 10,6 % und verpasste auch über die Landesliste den Einzug in den Bundestag. 
Bei der Landtagswahl in Baden-Württemberg 2011 trat sie im Wahlkreis Sinsheim an und zog in den Landtag ein. Dort war sie frauenpolitische Sprecherin ihrer Fraktion und Mitglied des Sozialausschusses. Bei der Nominierung für die Landtagswahl 2016 unterlag sie ihrem Parteifreund Hermann Katzenstein, sodass sie aus dem Landtag ausschied.
Bei der Bundestagswahl 2017 kandidierte sie erneut für den Bundestag und erhielt im Wahlkreis Odenwald – Tauber 6,9 % der Erststimmen. Ihr 15. Platz auf der Landesliste Baden-Württemberg reichte nicht für ein Bundestagsmandat, sie rückte jedoch am 1. November 2019 für Kerstin Andreae nach, die zum Bundesverband Energie- und Wasserwirtschaft gewechselt war.
Im 19. Deutsche Bundestag war Schneidewind-Hartnagel ordentliches Mitglied im Ausschuss für Familie, Senioren, Frauen und Jugend sowie in der Kinderkommission.
Vom 10. November 2017 bis 2018 war sie Vorsitzende des Landesfrauenrats Baden-Württemberg.
Am 11. April 2021 wurde Schneidewind-Hartnagel beim Landesparteitag von Bündnis 90/Die Grünen auf den Listenplatz 24 für die Bundestagswahl 2021 gewählt. Bei der Wahl konnte sie nicht mehr in den Bundestag einziehen.